# Österreichische Eishockey-Liga 2021-2022
La stagione 2021-2022 della Österreichische Eishockey-Liga, ufficialmente win2day ICE Hockey League 2021-2022 per motivi di sponsorizzazione, ha avuto inizio il 17 settembre 2021 ed è terminata l’11 aprile 2022.

## Squadre partecipanti
Per la stagione 2021-2022 la lega ha allargato il numero di squadre iscritte, passando da 11 a 14. Sono confermate tutte le squadre della stagione precedente; ha fatto ritorno nella lega il club ceco dell'Orli Znojmo, che nella stagione precedente aveva disputato la seconda lega ceca per motivi economici, mentre si sono iscritte due compagini nuove: l'italiano Hockey Club Val Pusteria e lo sloveno HK Olimpija, entrambi provenienti dalla Alps Hockey League. La domanda di una quarta squadra, gli austriaci del VEU Feldkirch, non venne invece accolta. Per la squadra slovena si tratta in realtà di un parziale ritorno: l'HK Olimpjia è infatti nata come seconda squadra dell'HDD Olimpija Ljubljana, che ha militato in Österreichische Eishockey-Liga dal 2007 al 2017.
| Squadre in ICE Hockey League nella stagione 2020-2021 | Squadre in ICE Hockey League nella stagione 2020-2021 | Squadre in ICE Hockey League nella stagione 2020-2021 | Squadre in ICE Hockey League nella stagione 2020-2021 |
| Club                                                  | Città                                                 | Arena                                                 | Capacità                                              |
| ----------------------------------------------------- | ----------------------------------------------------- | ----------------------------------------------------- | ----------------------------------------------------- |
| Fehérvár AV19                                         | Székesfehérvár                                        | Ifjabb Ocskay Gábor Jégcsarnok                        | 3.500                                                 |
| Black Wings Linz                                      | Linz                                                  | KeineSorgenEisarena                                   | 3.800                                                 |
| Bolzano                                               | Bolzano                                               | Sparkasse Arena                                       | 7.200                                                 |
| Bratislava Capitals                                   | Bratislava                                            | Slovnaft Aréna                                        | 10.055                                                |
| Dornbirn                                              | Dornbirn                                              | Messestadion Dornbirn                                 | 4.270                                                 |
| Graz 99ers                                            | Graz                                                  | Eisstadion Liebenau                                   | 4.050                                                 |
| Innsbruck                                             | Innsbruck                                             | Tiroler Wasserkraft Arena                             | 3.200                                                 |
| KAC                                                   | Klagenfurt                                            | Stadthalle Klagenfurt                                 | 5.088                                                 |
| HK Olimpija                                           | Lubiana                                               | Hala Tivoli                                           | 5.600                                                 |
| Orli Znojmo                                           | Znojmo                                                | Hostan aréna Znojmo                                   | 5.500                                                 |
| Red Bull Salisburgo                                   | Salisburgo                                            | Eisarena Salzburg                                     | 3.500                                                 |
| Val Pusteria                                          | Brunico                                               | Arena Brunico                                         | 3.100                                                 |
| Vienna Capitals                                       | Vienna                                                | Albert-Schultz-Halle                                  | 7.022                                                 |
| Villacher SV                                          | Villach                                               | Stadthalle Villach                                    | 4.500                                                 |

### Il ritiro dei Bratislava Capitals
Durante l'incontro tra i Bratislava Capitals e il Dornbirner EC del 29 ottobre, il giocatore slovacco Boris Sádecký si accasciò a terra improvvisamente. L'incontro venne sospeso, e il giocatore, rianimato dai medici presenti, venne trasportato incosciente in un ospedale di Dornbirn. Sádecký morì il successivo 3 novembre, senza mai riprendere conoscenza. Due giorni più tardi, il general manager dei Capitals, Dušan Pašek, si suicidò, un lutto simile aveva già interessato il padre. Nella sua lettera d'addio, resa pubblica alcune settimane dopo, spiegava il suo gesto con il senso di colpa per aver spinto Sádecký a giocare, nonostante da qualche tempo lamentasse di non sentirsi bene.
Il doppio lutto spinse la squadra ad annunciare la volontà di ritirarsi dal campionato già il successivo 8 novembre, ritiro accolto dalla lega alcuni giorni dopo.
La commissione nominata dalla lega per gestire il caso, decise che i risultati degli incontri già disputati dai Capitals non sarebbero stati cancellati, ma che per determinare la classifica non sarebbe stato più utilizzato il criterio dei punti conquistati bensì quello della media punti (intesa come quoziente dei punti conquistati diviso per il numero di incontri disputati), in modo tale da prevenire anche problemi legati alla cancellazione di incontri a causa della pandemia di COVID-19. Per questo motivo si decise inoltre che per poter accedere ai play-off una squadra avrebbe dovuto disputare almeno l'80% degli incontri della stagione regolare.

### Allenatori
|            | Squadra             | Allenatore |
| ---------- | ------------------- | --- |
| Austria    | Dornbirn            | Kai Suikkanen |
| Austria    | Red Bull Salisburgo | Matt McIlvane |
| Austria    | Black Wings Linz    | Dan Ceman (fino al 1º novembre 2021) / Mark Szücs e Jürgen Penker (ad interim) Raimo Summanen (dal 22 novembre 2021 al 10 febbraio 2022) / Mark Szücs (ad interim) |
| Ungheria   | Fehérvár AV19       | Kevin Constantine |
| Austria    | Graz 99ers          | Jens Gustafsson |
| Italia     | Bolzano             | Doug Mason (fino al 30 novembre 2021) Fabio Armani (ad interim) Greg Ireland (dall'11 dicembre 2021)                                                               |
| Austria    | Innsbruck           | Mitch O’Keefe |
| Austria    | KAC                 | Petri Matikainen |
| Slovacchia | Bratislava Capitals | Peter Draisaitl |
| Austria    | Vienna Capitals     | Dave Barr |
| Austria    | Villacher SV        | Rob Daum |
| Italia     | Val Pusteria        | / Luciano Basile (fino al 9 novembre 2021) Matej Hočevar (ad interim) Raimo Helminen (dal 15 novembre 2021)                                                        |
| Slovenia   | HK Olimpija         | Mitja Šivic |
| Rep. Ceca  | Orli Znojmo         | Jiri Beroun (fino al 9 novembre 2021, diviene assistente allenatore) Glen Hanlon (dal 9 novembre 2021)                                                             |

## Stagione regolare

### Classifica
| Pos. | Squadra             | G  | V  | P  | VOT | POT | GF  | GS  | DR  | Pt. | MPt.  |
| ---- | ------------------- | -- | -- | -- | --- | --- | --- | --- | --- | --- | ----- |
| 1    | Red Bull Salisburgo | 49 | 24 | 10 | 9   | 6   | 162 | 109 | +53 | 96  | 1,959 |
| 2    | Villacher SV        | 47 | 23 | 14 | 6   | 3   | 180 | 147 | +33 | 87  | 1,851 |
| 3    | Fehérvár AV19       | 48 | 24 | 17 | 3   | 3   | 165 | 133 | +32 | 84  | 1,750 |
| 4    | Vienna Capitals     | 48 | 22 | 16 | 3   | 5   | 132 | 122 | +10 | 80  | 1,667 |
| 5    | Val Pusteria        | 49 | 20 | 17 | 6   | 6   | 146 | 139 | +7  | 78  | 1,592 |
| 6    | HK Olimpija         | 46 | 22 | 19 | 2   | 3   | 136 | 140 | −4  | 73  | 1,587 |
| 7    | Orli Znojmo         | 48 | 21 | 20 | 4   | 3   | 168 | 151 | +17 | 74  | 1,542 |
| 8    | KAC                 | 49 | 17 | 16 | 6   | 9   | 139 | 117 | +22 | 75  | 1,531 |
| 9    | Bolzano             | 46 | 19 | 17 | 4   | 4   | 125 | 143 | −18 | 69  | 1,500 |
| 10   | Graz 99ers          | 48 | 20 | 21 | 4   | 3   | 142 | 137 | +5  | 71  | 1,479 |
| 11   | Innsbruck           | 49 | 19 | 24 | 5   | 1   | 142 | 156 | −14 | 68  | 1,388 |
| 12   | Dornbirn            | 48 | 10 | 25 | 4   | 7   | 118 | 181 | −63 | 45  | 0,938 |
| 13   | Black Wings Linz    | 49 | 7  | 31 | 3   | 7   | 108 | 185 | −77 | 37  | 0,755 |

Classifica finale al 27 febbraio 2022

Dato che alcune squadre avevano sfidato i Bratislava Capitals che si ritireranno in stagione in corso, per determinare la classifica si decise che non sarebbe stato più utilizzato il criterio dei punti conquistati bensì quello della media punti (intesa come quoziente dei punti conquistati diviso per il numero di incontri disputati)
Legenda:
      Ammesse ai quarti di finale dei playoff
      Ammesse ai pre-playoff
      Non ammesse alla seconda fase

## Pre-playoff

### Tabellone
|  | Finale |             |             |    |    |  |
|  |        |             |             |    |    |  |
|  | 7      | Orli Znojmo | Orli Znojmo | 3† | 5† |  |
|  | 10     | Graz 99ers  | Graz 99ers  | 2  | 4  |  |

|  | Finale |         |         |    |   |  |
|  |        |         |         |    |   |  |
|  | 8      | KAC     | KAC     | 3† | 7 |  |
|  | 9      | Bolzano | Bolzano | 2  | 0 |  |

Legenda: †: terminata ai tempi supplementari

### Incontri

#### Gara 1
| Arbitri: | Trpmir Piragic Ladislav Smetana |

| |           |                                                              |
| Petersen (Steffler, Fraser) 58:48 Hundertpfund (Haudum, Ganahl) 59:25 Ticar (Petersen, Postma) 74:10 | Marcatori | 6:03 Miceli (Halmo, Catenacci) 59:47 Gazley (Halmo, Findlay) |

| Arbitri: | Bostjan Groznik Viktor Trilar |

|                                                                                              |           |                                                                      |
| Prokes (Köver, Neumann) 10:25 Hrabal (Brittain, Ahl) 21:28 Ahl (Luciani, Erikson Immo) 69:32 | Marcatori | 19:55 Hjalmarsson (Martin, Latta) 24:13 Zalewski (Ograjensek, Blood) |

#### Gara 2
| Arbitri: | Thomas Berneker Christian Ofner |

|  |           | |
|  | Marcatori | 13:08 Petersen (Ticar, Postma) 26:40 Fraser (Schumnig, Koch) 41:17 Obersteiner (Petersen, Ticar) 49:42 Haudum (Postma) 50:12 Haudum (Frazer, Tazvelj) 58:28 Koch (Petersen, Postma) 59:41 Unterweger (Haudum, Obersteiner) |

| Arbitri: | Tomas Hronsky Manuel Nikolic |

| |           | |
| Ograjensek (Zalewski, Kernberger) 28:37 Blood (Boivin, Ograjensek) 34:31 Alagic (Grafenthin, Zusevics) 41:05 Zalewski (Hjalmarsson, Ograjensek) 48:30 | Marcatori | 9:24 Sedlak (Culkin, Prokes) 10:59 Culkin (Prokes, Gorcik) 53:45 Zubov (Ahl, Culkin) 56:43 Prokes (Luciani) 87:44 Gorcik (Bartko, Prokes) |

## Play-off

### Tabellone
|  | Quarti di finale | Quarti di finale    | Quarti di finale | Quarti di finale | Quarti di finale | Quarti di finale | Quarti di finale | Quarti di finale | Quarti di finale    |   |    | Semifinali   | Semifinali | Semifinali | Semifinali | Semifinali | Semifinali | Semifinali | Semifinali | Semifinali |  |   | Finali              | Finali | Finali | Finali | Finali | Finali | Finali | Finali | Finali |  |  |
|  |                  |                     |                  |                  |                  |                  |                  |                  |                     |   |    |              |            |            |            |            |            |            |            |            |  |   |                     |        |        |        |        |        |        |        |        |  |  |
|  | 1                | Red Bull Salisburgo | 3                | 3                | 5                | 1                |                  |                  |                     |   |    |              |            |            |            |            |            |            |            |            |  |   |                     |        |        |        |        |        |        |        |        |  |  |
|  | 8                | Orli Znojmo         | 1                | 2                | 3                | 0                |                  |                  |                     |   |    |              |            |            |            |            |            |            |            |            |  |   |                     |        |        |        |        |        |        |        |        |  |  |
|  | 8                | Orli Znojmo         | 1                | 2                | 3                | 0                |                  | 1                | Red Bull Salisburgo | 4 | 3† | 4            | 5          |            |            |            |            |            |            |            |  |   |                     |        |        |        |        |        |        |        |        |  |  |
|  |                  |                     |                  |                  |                  |                  |                  |                  |                     | 4 | 3† | 4            | 5          |            |            |            |            |            |            |            |  |   |                     |        |        |        |        |        |        |        |        |  |  |
|  |                  | 4                   | Vienna Capitals  | 1                | 2                | 0                | 1                |                  |                     |   |    |              |            |            |            |            |            |            |            |            |  |   |                     |        |        |        |        |        |        |        |        |  |  |
|  | 4                | 4                   | Vienna Capitals  | 1                | 2                | 0                | 1                | Vienna Capitals  | 1                   | 4 | 5  | 3            | 2          | 3          | 3          |            |            |            |            |            |  |   |                     |        |        |        |        |        |        |        |        |  |  |
|  | 4                |                     |                  |                  |                  |                  |                  | Vienna Capitals  | 1                   | 4 | 5  | 3            | 2          | 3          | 3          |            |            |            |            |            |  |   |                     |        |        |        |        |        |        |        |        |  |  |
|  | 5                | KAC                 | 2†               | 1                | 3                | 2                | 3†               | 5                | 2                   |   |    |              |            |            |            |            |            |            |            |            |  |   |                     |        |        |        |        |        |        |        |        |  |  |
|  |                  |                     |                  |                  |                  |                  |                  |                  |                     |   |    |              |            |            |            |            |            |            |            |            |  | 1 | Red Bull Salisburgo | 2†     | 5      | 2      | 3      |        |        |        |        |  |  |
|  |                  |                     | 2                | Fehérvár AV19    | 1                | 3                | 1                | 1                |                     |   |    |              |            |            |            |            |            |            |            |            |  |   |                     |        |        |        |        |        |        |        |        |  |  |
|  | 3                | Villacher SV        | 4                | 4                | 8                | 5                | 6                | 2                | 4                   |   |    |              |            |            |            |            |            |            |            |            |  |   |                     |        |        |        |        |        |        |        |        |  |  |
|  | 6                | HK Olimpija         | 6                | 3                | 5                | 2                | 8                | 3†               | 1                   |   |    |              |            |            |            |            |            |            |            |            |  |   |                     |        |        |        |        |        |        |        |        |  |  |
|  | 6                | HK Olimpija         | 6                | 3                | 5                | 2                | 8                | 3†               | 1                   |   | 3  | Villacher SV | 3†         | 3          | 0          | 4          | 1          |            |            |            |  |   |                     |        |        |        |        |        |        |        |        |  |  |
|  |                  |                     |                  |                  |                  |                  |                  |                  |                     |   | 3  | Villacher SV | 3†         | 3          | 0          | 4          | 1          |            |            |            |  |   |                     |        |        |        |        |        |        |        |        |  |  |
|  |                  | 2                   | Fehérvár AV19    | 2                | 6                | 4                | 5†               | 4                |                     |   |    |              |            |            |            |            |            |            |            |            |  |   |                     |        |        |        |        |        |        |        |        |  |  |
|  | 2                | 2                   | Fehérvár AV19    | 2                | 6                | 4                | 5†               | 4                | Fehérvár AV19       | 8 | 6  | 5            | 5          |            |            |            |            |            |            |            |  |   |                     |        |        |        |        |        |        |        |        |  |  |
|  | 2                |                     |                  |                  |                  |                  |                  |                  | Fehérvár AV19       | 8 | 6  | 5            | 5          |            |            |            |            |            |            |            |  |   |                     |        |        |        |        |        |        |        |        |  |  |
|  | 7                | Val Pusteria        | 1                | 2                | 2                | 4                |                  |                  |                     |   |    |              |            |            |            |            |            |            |            |            |  |   |                     |        |        |        |        |        |        |        |        |  |  |

Legenda: †: terminata ai tempi supplementari

### Incontri

#### Quarti di finale
I quarti di finale si sono giocati al meglio delle sette gare nei giorni 9, 11, 13, 15, 18, 20 e 22 marzo 2022.
|                                    | Serie | 1                               | 2                   | 3                   | 4                   | 5                               | 6                               | 7                   |
| ---------------------------------- | ----- | ------------------------------- | ------------------- | ------------------- | ------------------- | ------------------------------- | ------------------------------- | ------------------- |
| EC Red Bull Salzburg – Orli Znojmo | 4:0   | 3:1 (2:0, 0:0, 1:1)             | 3:2 (1:1, 0:0, 2:1) | 5:3 (2:1, 1:1, 2:1) | 1:0 (1:0, 0:0, 0:0) | –                               | –                               | –                   |
| EC VSV – HK Olimpija               | 4:3   | 4:6 (1:2, 1:3, 2:1)             | 4:3 (1:1, 2:1, 1:1) | 8:5 (1:1, 4:3, 3:1) | 5:2 (2:0, 1:2, 2:0) | 6:8 (3:4, 1:2, 2:2)             | 2:3 d.t.s. (0:2, 1:0, 1:0, 0:1) | 4:1 (2:1, 1:0, 1:0) |
| Fehérvár AV19 – HC Val Pusteria    | 4:0   | 8:1 (5:0, 1:0, 2:1)             | 6:2 (2:2, 1:0, 3:0) | 5:2 (3:1, 1:1, 1:0) | 5:4 (0:3, 4:0, 1:1) | –                               | –                               | –                   |
| Vienna Capitals – EC KAC           | 4:3   | 1:2 d.t.s. (0:0, 0:1, 1:0, 0:1) | 4:1 (1:1, 1:0, 2:0) | 5:3 (0:1, 2:0, 3:2) | 3:2 (2:2, 0:0, 1:0) | 2:3 d.t.s. (1:0, 1:1, 0:1, 0:1) | 3:5 (2:3, 0:1, 1:1)             | 3:2 (1:1, 0:1, 2:0) |

#### Semifinali
Le semifinali si sono giocate al meglio delle sette gare nei giorni 24, 26, 28 e 30 marzo e 1º aprile 2022.
|                                        | Serie | 1                               | 2                               | 3                   | 4                               | 5                   | 6 | 7 |
| -------------------------------------- | ----- | ------------------------------- | ------------------------------- | ------------------- | ------------------------------- | ------------------- | - | - |
| EC Red Bull Salzburg – Vienna Capitals | 4:0   | 4:1 (3:1, 0:0, 1:0)             | 3:2 d.t.s. (0:0, 0:2, 2:0, 1:0) | 4:0 (1:0, 3:0, 0:0) | 5:1 (1:1, 2:0, 2:0)             | –                   | – | – |
| EC VSV – Fehérvár AV19                 | 1:4   | 3:2 d.t.s. (0:2, 2:0, 0:0, 1:0) | 3:6 (1:2, 0:3, 2:1)             | 0:4 (0:1, 0:2, 0:1) | 4:5 d.t.s. (1:3, 2:1, 1:0, 0:1) | 1:4 (0:0, 1:2, 0:2) | – | – |

#### Finale
La finale si è giocata al meglio delle sette gare nei giorni 5, 7, 9 e 11 aprile 2022.
|                                      | Serie | 1                               | 2                   | 3                   | 4                   | 5 | 6 | 7 |
| ------------------------------------ | ----- | ------------------------------- | ------------------- | ------------------- | ------------------- | - | - | - |
| EC Red Bull Salzburg – Fehérvár AV19 | 4:0   | 2:1 d.t.s. (1:1, 0:0, 0:0, 1:0) | 5:3 (1:1, 2:1, 2:1) | 2:1 (0:0, 1:1, 1:0) | 3:1 (1:1, 0:1, 0:1) | – | – | – |

## Premi individuali
I Most Valuable Player sono stati Peter Schneider (per la regular season) e Atte Tolvanen (per i play-off), entrambi del Salisburgo.